# 札幌市消防局
札幌市消防局（さっぽろししょうぼうきょく、英語：Sapporo Fire Bureau ）は、消防組織法の規定により設けられた北海道札幌市の消防機関（消防本部）である。

## 所在地
【本局庁舎】- 札幌市中央区南4条西10丁目1003番地

【消防学校】- 札幌市西区八軒10条西13丁目3番1号

- 消防音楽隊

【救急ワークステーション】- 札幌市中央区北11条西13丁目1番1号
市立札幌病院敷地内

【消防航空隊】- 石狩市新港東2丁目1番2号　朝日航洋（株）
札幌航空支社石狩基地　札幌市消防局石狩ヘリポート内

## 組織
- 消防局長（消防司監）
  - 総務部
    - 総務課
    - 職員課
    - 施設管理課

  - 消防学校
    - 教務課

  - 予防部
    - 予防課
    - 査察規制課

  - 警防部
    - 消防救助課
    - 消防航空担当課
    - 操縦担当担当課
    - 通信指令課
    - （消防指令管制センター）
    - 指令一担当課
    - 指令二担当課
    - 指令三担当課

  - 救急担当部
    - 救急課
    - 救急指導担当課

  - 消防署
    - 予防課
    - 警防課
    - 消防一担当課（厚別・清田・南・手稲署以外）
    - 消防二担当課（厚別・清田・南・手稲署以外）
    - 消防三担当課（厚別・清田・南・手稲署以外）

- 「札幌圏消防指令センター」が、2025年（令和7年）9月2日から順次運用を開始する。
  - 同消防指令センターを構成する消防本部は、札幌市消防局、江別市・千歳市・恵庭市・北広島市の各消防本部および石狩北部地区消防事務組合消防本部（石狩市・当別町・新篠津村）である。

## 沿革
「沿革」参照
- 1872年（明治05年）：開拓使の判官であった岩村通俊によって御用火事の延焼防止のために「中川組」を組織（札幌市消防の始まり）。工業局に消防組設置（明治8年廃止）。
- 1873年（明治06年）：区立自衛消防組を組織。
- 1889年（明治22年）：私設別手組ができる（明治25年市中消防組に編入）。
- 1894年（明治27年）：消防組規則により、公設札幌消防組に改編。
- 1910年（明治43年）：札幌区が豊平町の一部を編入、これに伴い札幌消防組が豊平消防組を編入。
- 1921年（大正10年）：苗穂方面に第9部を増設。特科部を設置し、初めて常備消防を設ける。
- 1922年（大正11年）：札幌市制施行、札幌支庁は石狩支庁に改称。
- 1927年（昭和02年）：消防本部・望楼（41 m）が大通西1に竣工。
- 1928年（昭和03年）：消防本部が常備消防本部となる。消防署に整備工場を附設。
- 1934年（昭和09年）：新川添消防組を編入。
- 1935年（昭和35年）：札幌市防護計画および防護団則を制定し、札幌市防護団を設置。
- 1939年（昭和14年）：警防団令公布により、札幌消防組および札幌市防護団が改組統合して札幌市警防団に改編。
- 1942年（昭和17年）：警防団を豊平館附属建物に移転。
- 1943年（昭和18年）：警防団を今井百貨店卸部（南1西1）に移転、後に警防団本部を市役所（北1西2）に移転。
- 1944年（昭和19年）：警防団本部が北海道庁札幌消防署となる。
- 1947年（昭和22年）：消防団令公布により、札幌市警防団を札幌市消防団に改組。
- 1948年（昭和23年）：消防組織法の施行により、官設札幌消防署を札幌市に移管し、札幌市消防本部（1本部1消防署10出張所1訓練所制）が発足（本部：市役所内）。札幌市消防団（1消防団22分団制）が発足。
- 1950年（昭和25年）：札幌市と白石村が合併。機械整備工場を新設（平成9年廃止）。
- 1951年（昭和26年）：第9出張所を第3出張所に統合。
- 1952年（昭和27年）：第6出張所を新築移転。機構改革により訓練所を廃止。
- 1953年（昭和28年）：幌北消防署を新設。札幌消防署を大通消防署に改称。1本部2消防署9出張所制とする。
- 1954年（昭和29年）：白石出張所を菊水出張所に改称。
- 1955年（昭和30年）：札幌市と琴似町・札幌村・篠路村が合併。幌北消防署琴似出張所を増設。
- 1957年（昭和32年）：ラッパ隊が発足。円山出張所を桑園出張所に統合し新築移転。
- 1958年（昭和33年）：救急業務を開始。菊水出張所を新築移転。
- 1959年（昭和34年）：琴似出張所を新築移転。
- 1961年（昭和36年）：札幌市と豊平町が合併。月寒・平岸出張所、清田・石山・簾舞・定山渓分遣所を増設。南消防署を新設。西創成出張所を廃止。
消防本部庁舎を南3条西11に新築。札幌市消防本部を「札幌市消防局」と改称。
- 1962年（昭和37年）：定山渓分遣所が出張所に昇格。大通消防署白石出張所を新設。山鼻出張所を新築移転。定山渓出張所を新築移転。
- 1963年（昭和38年）：白石出張所を新築移転。
- 1964年（昭和39年）：苗穂出張所を新築移転し東苗穂出張所に改称。大通消防署を新築移転。
- 1965年（昭和40年）：大通消防署豊水出張所を新設し、豊平出張所を廃止。
- 1966年（昭和41年）：北消防署篠路分遣所を新設。藻岩山頂に無線中継所を設置。大通消防署美園出張所・幌北消防署北栄出張所を新設。
- 1967年（昭和42年）：札幌市と手稲町が合併。手稲出張所・東手稲分遣所を増設。平岸出張所を改築。琴似出張所庁舎を増改築。西消防署を新設。
- 1968年（昭和43年）：ラッパ隊を廃止して、音楽隊が発足。北光出張所を新築移転。西消防署新琴似出張所・大通消防署真駒内出張所を新設。
- 1969年（昭和44年）：手稲出張所を新築移転。南消防署を新設。大通消防署を東消防署・旧南消防署を中消防署・幌北消防署を北消防署に改称。月寒出張所を廃止。
- 1970年（昭和45年）：消防化学訓練所を新設。水難救助隊を編成。札幌市消防旗を制定。整備工場を新築移転。東消防署厚別出張所・北消防署篠路出張所を新設。篠路分遣所を廃止。
- 1971年（昭和46年）：東消防署北郷出張所・南消防署東月寒出張所を新設。
- 1972年（昭和47年）：札幌市が政令指定都市に移行。中消防署を中央消防署・南消防署を豊平消防署・東消防署を大通消防署に改称。真駒内出張所を増改築。南消防署を新設。真駒内出張所を廃止。
西消防署発寒出張所を新設。定山渓出張所を新築移転。東消防署を新設。
- 1973年（昭和48年）：白石出張所を増改築。大通消防署を白石消防署に改称し白石出張所を廃止。旧大通消防署庁舎に中央消防署大通出張所を設置。
北消防署新川出張所・豊平消防署清田出張所を新設、清田分遣所を廃止。
- 1974年（昭和49年）：定山渓出張所に無線前進基地局を設置。白石消防署菊水元町分遣所を新設。西消防署西野出張所を新設。東手稲分遣所を廃止。東消防署札苗出張所を新設。
- 1975年（昭和50年）：北消防署屯田出張所・南消防署川沿出張所を新設。
- 1976年（昭和51年）：西消防署宮の沢出張所を新設。
- 1977年（昭和52年）：南消防署澄川出張所・東消防署栄出張所を新設。消防訓練塔を新設。
- 1978年（昭和53年）：補助訓練塔を新設。白石消防署もみじ台出張所・豊平消防署西岡出張所を新設。
- 1979年（昭和54年）：西消防署平和出張所を新設。
- 1980年（昭和55年）：消防訓練所に屋内訓練所・水難救助訓練所が竣工。幌西出張所を新築移転。菊水出張所菊水元町分遣所を廃止して元町出張所を新設。豊平消防署北野出張所を新設。
- 1981年（昭和56年）：北消防署新光出張所・南消防署石山出張所を新設。石山分遣所を廃止。西消防署稲穂出張所を新設。
- 1982年（昭和57年）：中央消防署宮の森出張所・白石消防署大谷地出張所を新設。
- 1983年（昭和58年）：西消防署前田出張所を新設。
- 1984年（昭和59年）：豊水出張所を新築移転。東消防署丘珠出張所を新設。
- 1985年（昭和60年）：北海道内初となる女性消防吏員を採用。藻岩山基地局・藤野中継局・朝日岳無線前進基地局を建設。
- 1986年（昭和61年）：消防局新庁舎（南4西10）竣工。中央消防署を移転。簾舞分遣所を新築移転。白石消防署厚別西出張所を新設。
- 1987年（昭和62年）：消防局が新庁舎に移転。防災トータルシステムの運用開始。音楽隊による『119コンサート』を初開催。
- 1988年（昭和63年）：西消防署八軒出張所を新設。札幌消防カラーガーズ隊（愛称：リリーエンジェルス）が発足。緊急通報システム事業の運用開始。
- 1989年（平成元年）：厚別区と手稲区の新設により、厚別消防署および手稲消防署を新設。厚別出張所・手稲出張所を廃止。白石消防署もみじ台出張所と厚別西出張所を厚別消防署に・西消防署宮の沢出張所・稲穂出張所・前田出張所を手稲消防署に所属替え。大谷地出張所を東白石出張所に改称。
- 1990年（平成02年）：新琴似出張所を新築移転。
- 1991年（平成03年）：消防ヘリコプター（ベル 412SP型）の運用開始。
- 1992年（平成04年）：平岸出張所を新築移転。手稲消防署曙出張所を新設。
- 1993年（平成05年）：消防訓練所隣接地に消防科学研究所および救急救命研修所が竣工。北海道南西沖地震の発生に伴い、北海道広域消防相互応援協定により応援活動を実施。
- 1994年（平成06年）：西消防署を新築移転。発寒出張所を廃止。旧西消防署庁舎に琴似出張所を設置。
- 1995年（平成07年）：阪神・淡路大震災の発生に伴い、救助隊・航空応援隊を派遣。北消防署あいの里出張所を新設。全日空857便ハイジャック事件発生に伴い、北海道広域消防相互応援協定により応援隊を派遣。救急ワークステーションを市立札幌病院敷地内に開設。
- 1996年（平成08年）：豊浜トンネルの崩落事故発生に伴い、北海道広域消防相互応援協定により救助隊・救急隊・電源隊を派遣。エジプト・アラブ共和国ヘリオポリス市でのビル崩落災害発生により、国際消防救助隊登録隊員を派遣。
- 1997年（平成09年）：宮の沢出張所を西宮の沢出張所に改称。第2白糸トンネル崩落発生により、北海道広域消防相互応援協定により指揮隊・救助隊・救急隊・航空隊・電源隊・支援隊を派遣。
清田区の新設により清田消防署を新設。清田出張所を廃止。豊平消防署北野出張所を清田消防署に所属替え。消防職員退職者による札幌市消防活動支援隊（愛称：SCET（スケット））が発足。
- 1999年（平成11年）：清田消防署里塚出張所を新設。札幌市消防学校（消防学校）が開校。
- 2000年（平成12年）：有珠山噴火災害発生に伴い、北海道広域消防相互応援協定および緊急消防援助隊要綱により指揮隊・救助隊・救急隊・航空隊・支援隊などを派遣。
- 2001年（平成13年）：南消防署救助隊を山岳救助隊に改編。消防防災情報センター（消防指令システム）の運用開始。ISO 14001認証を取得。
- 2002年（平成14年）：陸上自衛隊の派遣規模縮小により、第53回『さっぽろ雪まつり』において消防局職員を中核とする市職員が大雪像制作を実施。
中央消防署と豊平消防署の救助隊・支援工作隊を特殊災害救助隊に指定。
- 2003年（平成15年）：小金湯中継所を設置。白石消防署と札幌市民防災センターの複合庁舎完成（白石消防署新築移転）。南消防署藤野出張所を新設。
宮城県北部地震発生に伴い、緊急消防援助隊要綱により指揮支援隊・消防航空隊を派遣。
十勝沖地震発生の影響に伴う出光興産北海道製油所屋外タンク火災および災害予防対策のため、北海道広域消防相互応援協定および緊急消防援助隊要綱により消防部隊を派遣。
- 2004年（平成16年）：メール119番通報システムの運用開始。
- 2005年（平成17年）：ホームページによる災害情報提供を開始。山鼻出張所を移転。
- 2006年（平成18年）：中央消防署救助隊を特別高度救助隊（スーパー・レスキュー・サッポロ）に改編。消防防災情報センターを指令情報センターに改称。航空隊の通年運用を開始。
- 2007年（平成19年）：簾舞分遣所を廃止。北消防署・豊平消防署の救助隊を高度救助隊に改編。手稲消防署救助隊を山岳救助隊に改編。
- 2008年（平成20年）：消防学校南側に北鐘寮南棟を増築。携帯電話位置情報通知システムの運用開始。
岩手・宮城内陸地震発生により、緊急消防援助隊（指揮支援部隊・航空隊）を派遣。
消防ヘリコプターの格納庫を丘珠空港から石狩市へ移転、札幌市消防局石狩ヘリポートの運用開始。
- 2009年（平成21年）：特別機動査察隊を編成。消防ヘリコプター2機による通年運航体制を確立。
スマトラ島沖地震発生により、国際消防救助隊員を派遣。
- 2010年（平成22年）：篠路出張所を新築移転。清田消防署に消防訓練施設を建設。
- 2011年（平成23年）：東日本大震災発生により、緊急消防援助隊（指揮支援部隊・陸上部隊・航空隊）を派遣。琴似出張所を閉所し八軒出張所に統合。
- 2012年（平成24年）：東苗穂出張所を閉所し苗穂出張所を新設。北光出張所を閉所し苗穂出張所に統合。豊水出張所・新琴似出張所・平岸出張所に機動水槽隊および機動はしご隊を編成し、特別消防隊（スーパー・ポンパー・サッポロ）として運用開始。
- 2013年（平成25年）：札幌市民防災センターがリニューアルオープン。豊水出張所を移転新築。大通出張所を閉所し豊水出張所に統合。ウランバートルへの消防技術支援事業を開始（～平成27年度）。
指令情報センターを消防指令管制センターに改称。石狩振興局管内の消防救急デジタル無線共同運用を開始。
- 2015年（平成27年）：北栄出張所・美園出張所を新築移転。
- 2016年（平成28年）：中央消防署に救急隊を増隊。大通救急隊の運用開始。
- 2017年（平成29年）：消防ヘリコプター（ベル 412SP型→アグスタウエストランド AW139型）の機体更新。手稲消防署に水槽付救助車を配置し運用開始。
- 2019年（令和元年） ：南消防署を新築移転（1月12日）。
- 2021年（令和  3年）  ：定山渓出張所を移転改築（11月25日）。

## 消防車両
「消防車両配置状況」参照
- ポンプ車：1
- 水槽車：57（実働・非常用合計）
- 救助車：10（実働・非常用合計）
- 水槽救助車：2
- 山岳救助車：3
- はしご車：7
- 屈折車：4
- 化学・水槽車：3
- 大型水槽車：5
- 高発泡・照明車：1
- 指揮車：11
- 指揮予備車：2
- 総合指揮本部車：1
- 資材搬送車：4
- 調査車：4
- 救急車：45（実働・非常用合計）
- 支援工作車：5
- 支援車：1※
- 大型ブロアー車：1※
- ウォーターカッター車：1※
- 大型除染システム搭載車：1※
- 燃料補給車：1※
- 特殊災害対応自動車：1※
- 重機搬送車：1※
- 大型ポンプ車：1※
- ホース延長車：1※
- 査察車：18
- 人員輸送車：1
- 小型人員輸送車：1
- 訓練車：4
- 連絡車：18
- 共用車：1
- 局用車：1

※は総務省消防庁からの無償使用車

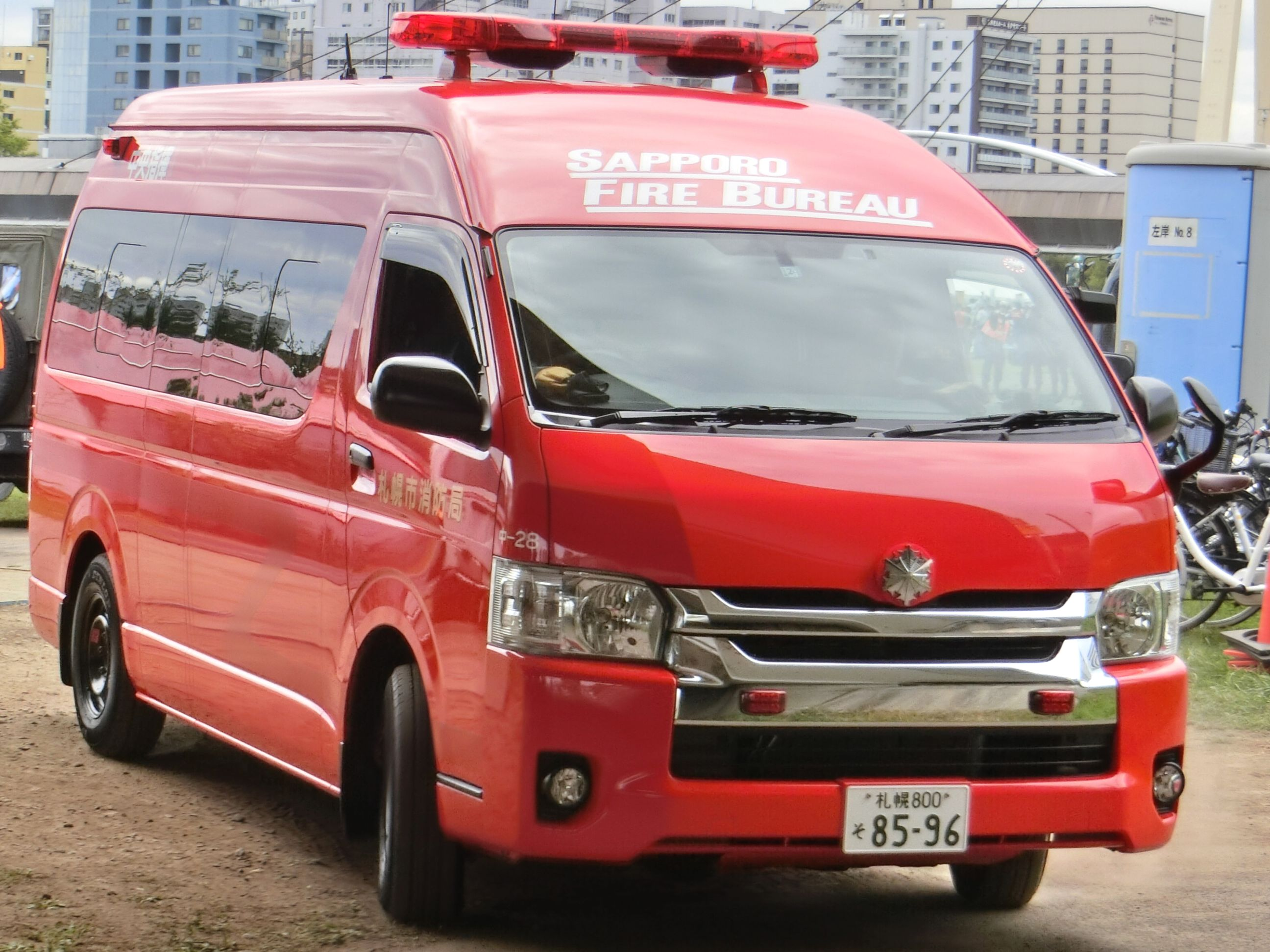
指揮車 （2019年9月）
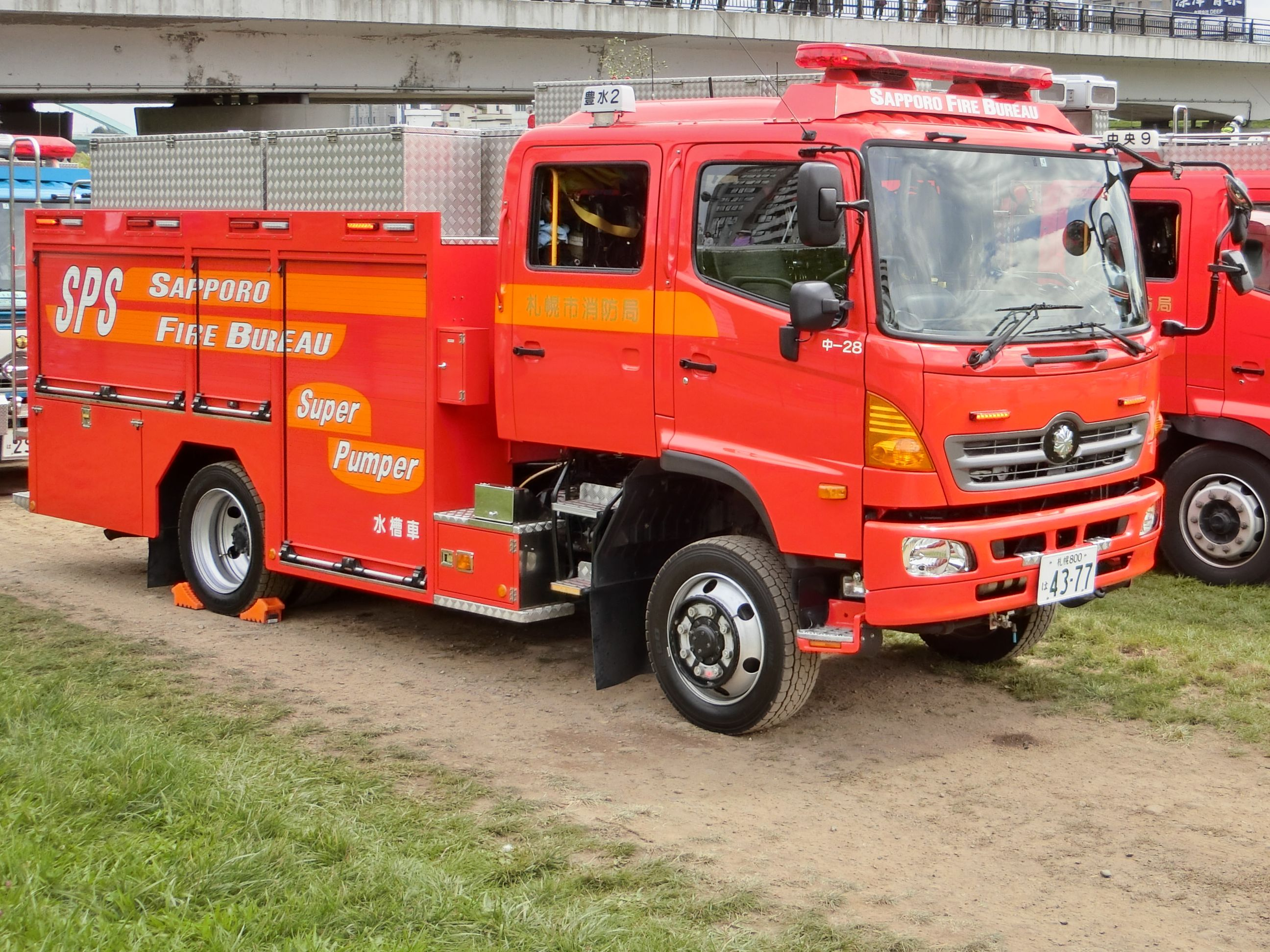
水槽車 （2019年9月）
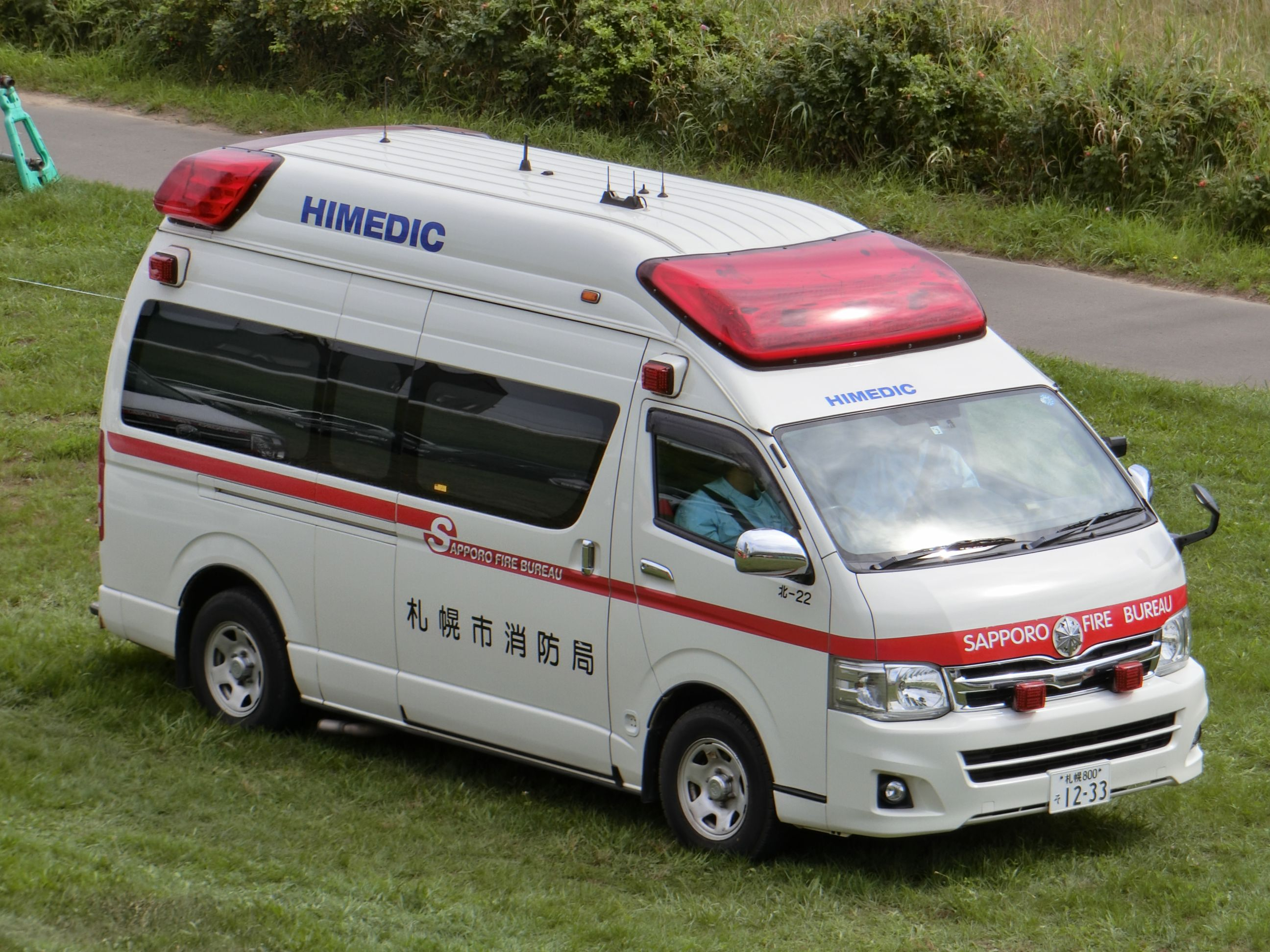
高規格救急車 （非常用予備車） （2019年9月）
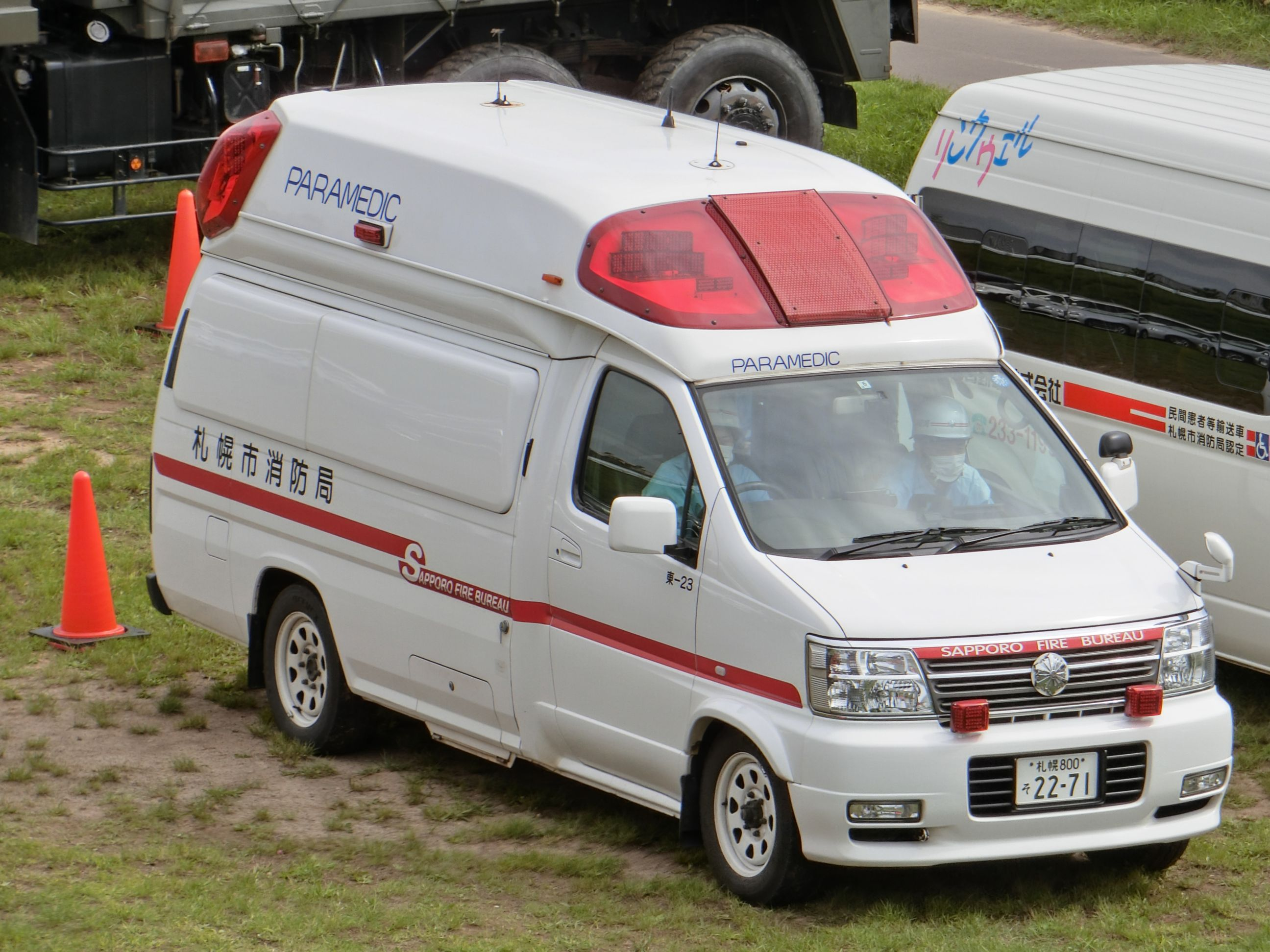
高規格救急車 （非常用予備車） （2019年9月）
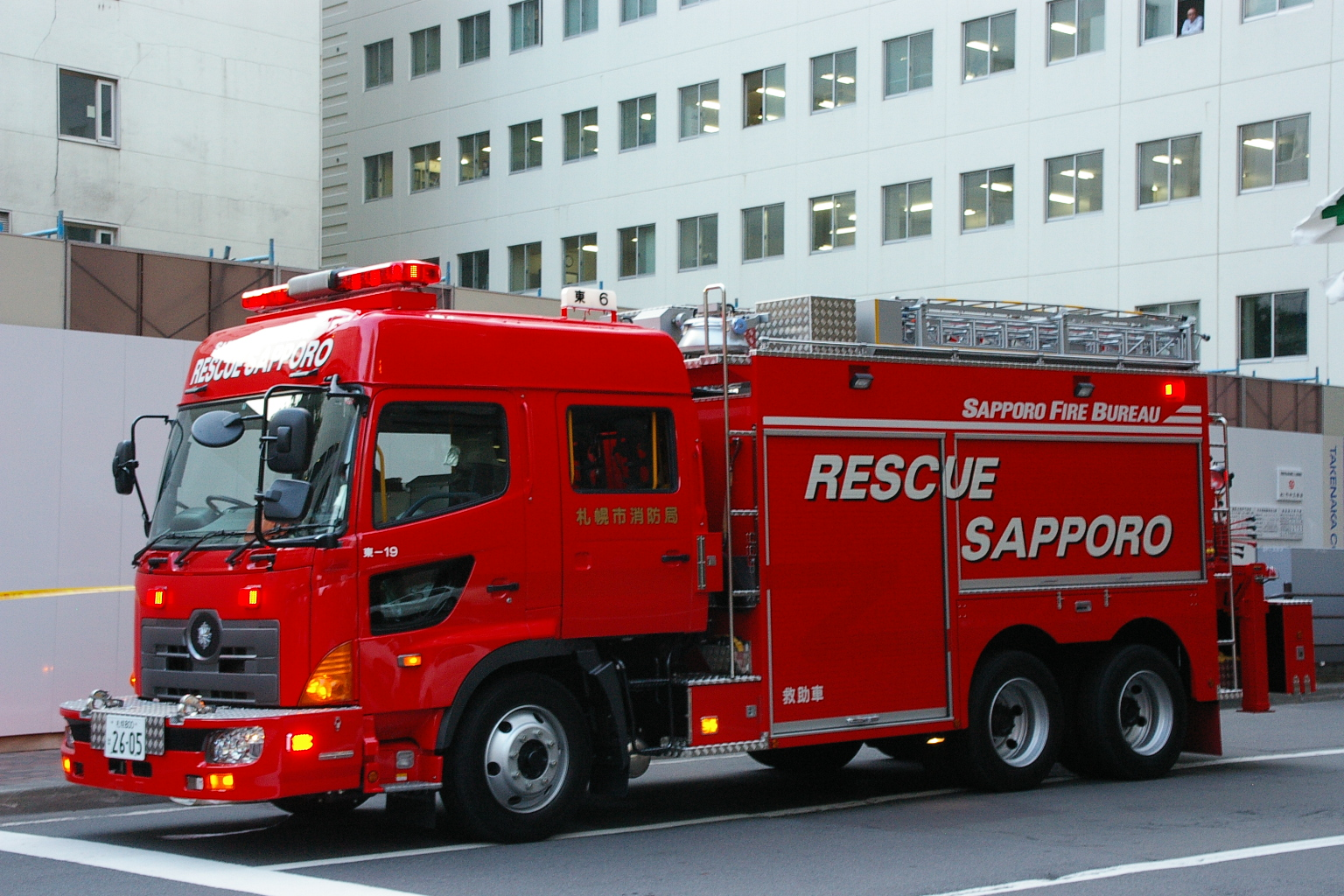
救助車II型 （水難救助隊仕様） （2008年8月）
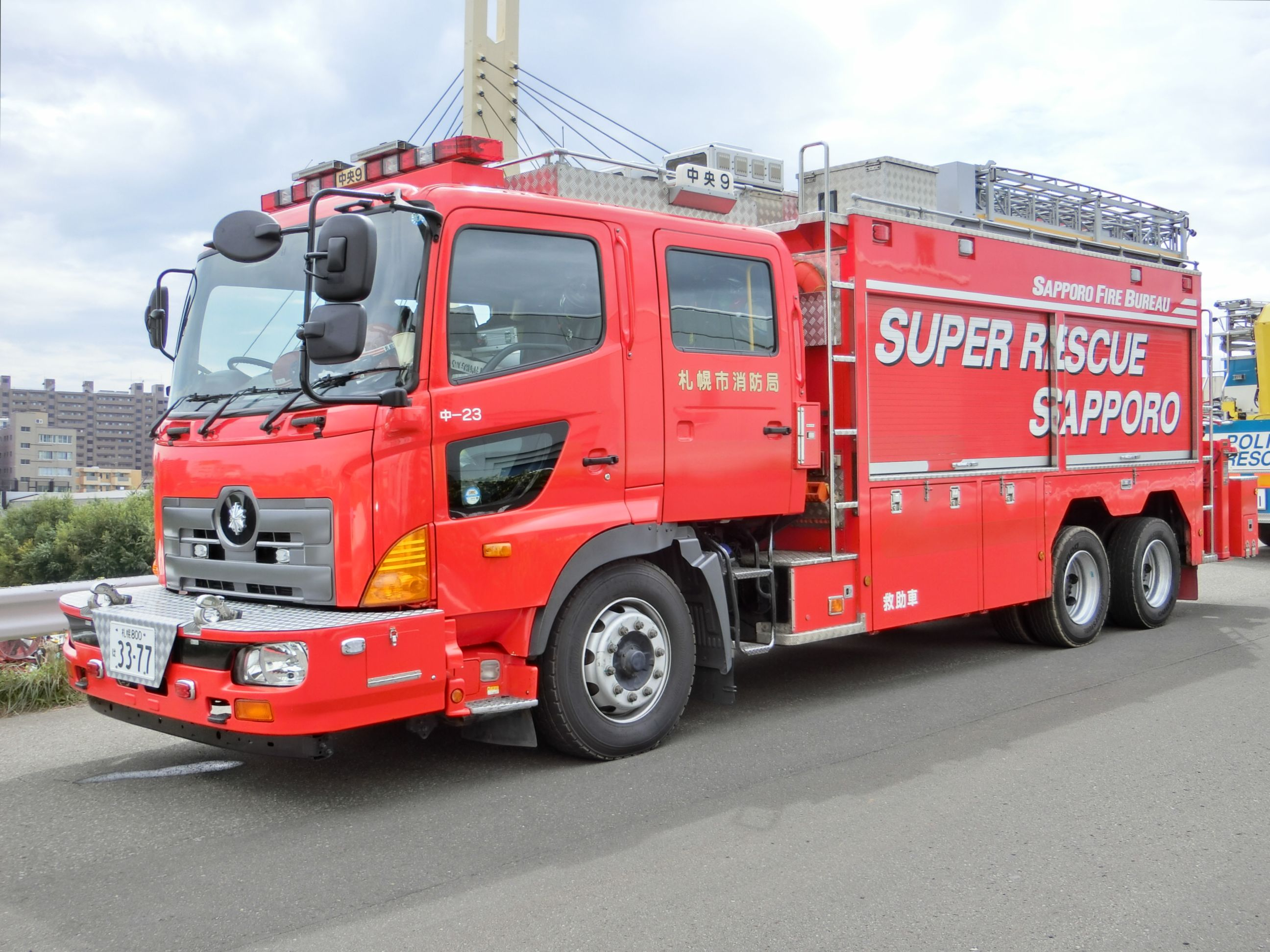
救助車III型 （特別高度救助隊仕様） （2019年9月）
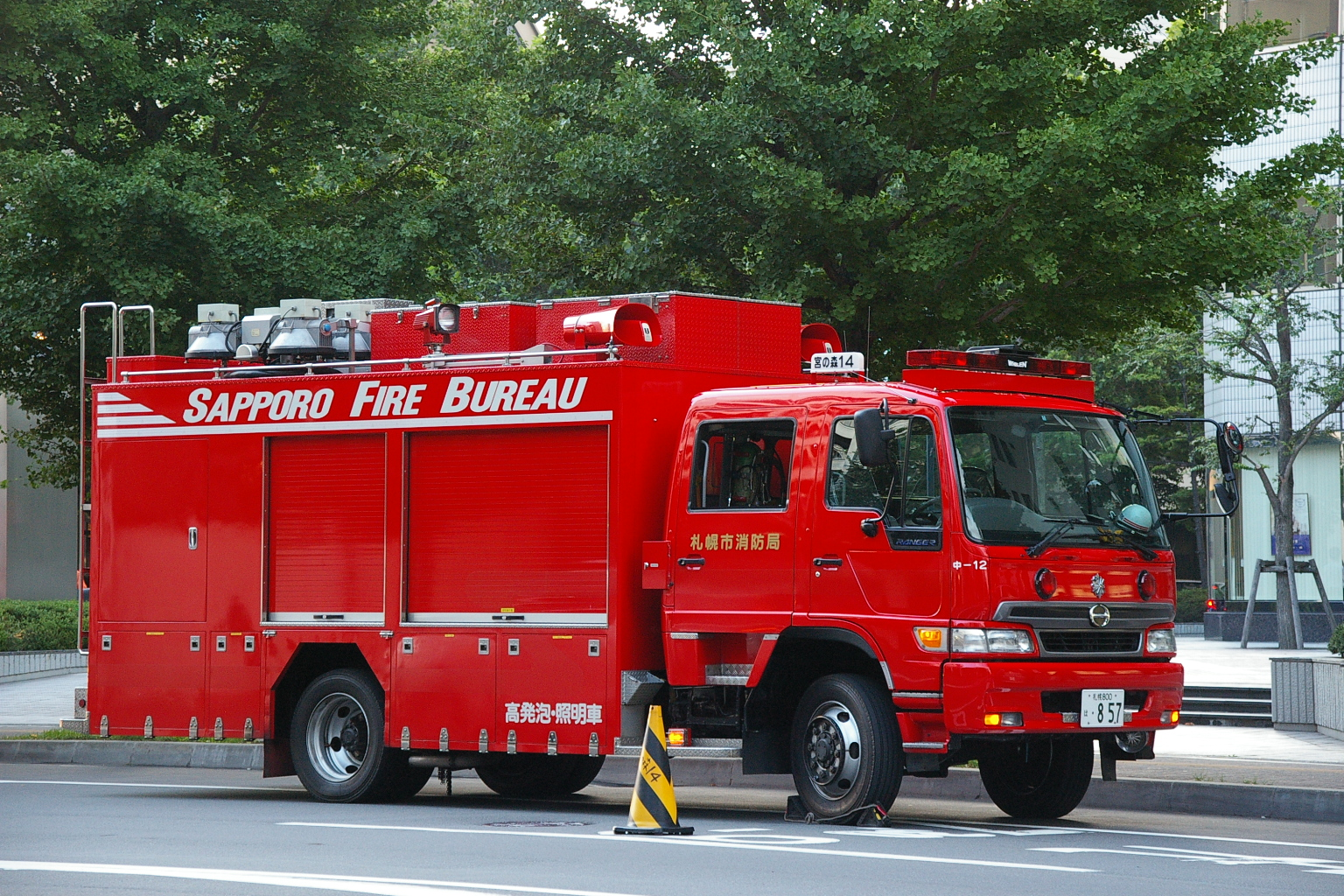
高発泡・照明車 （2008年8月）
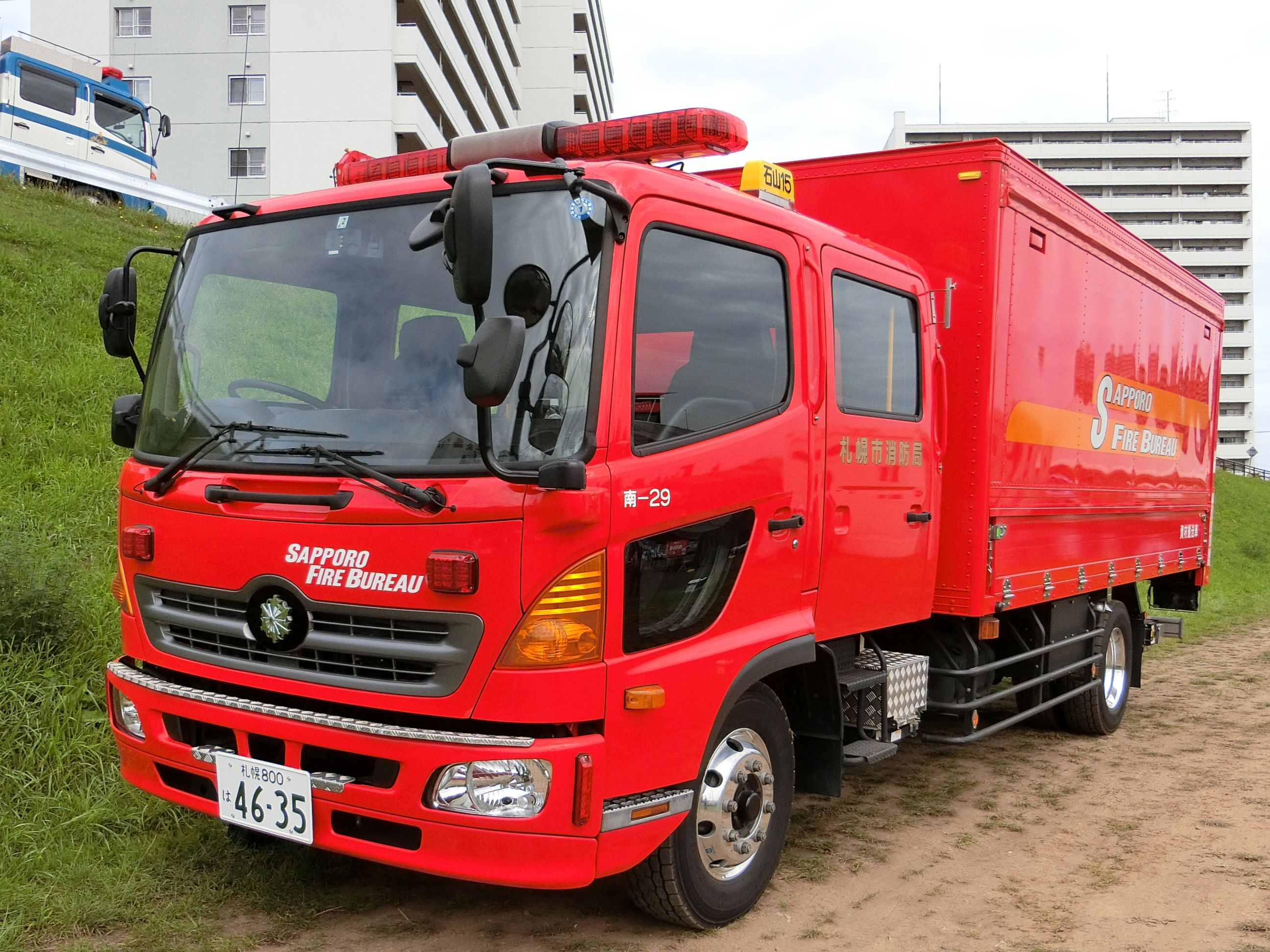
資材搬送車 （2019年9月）
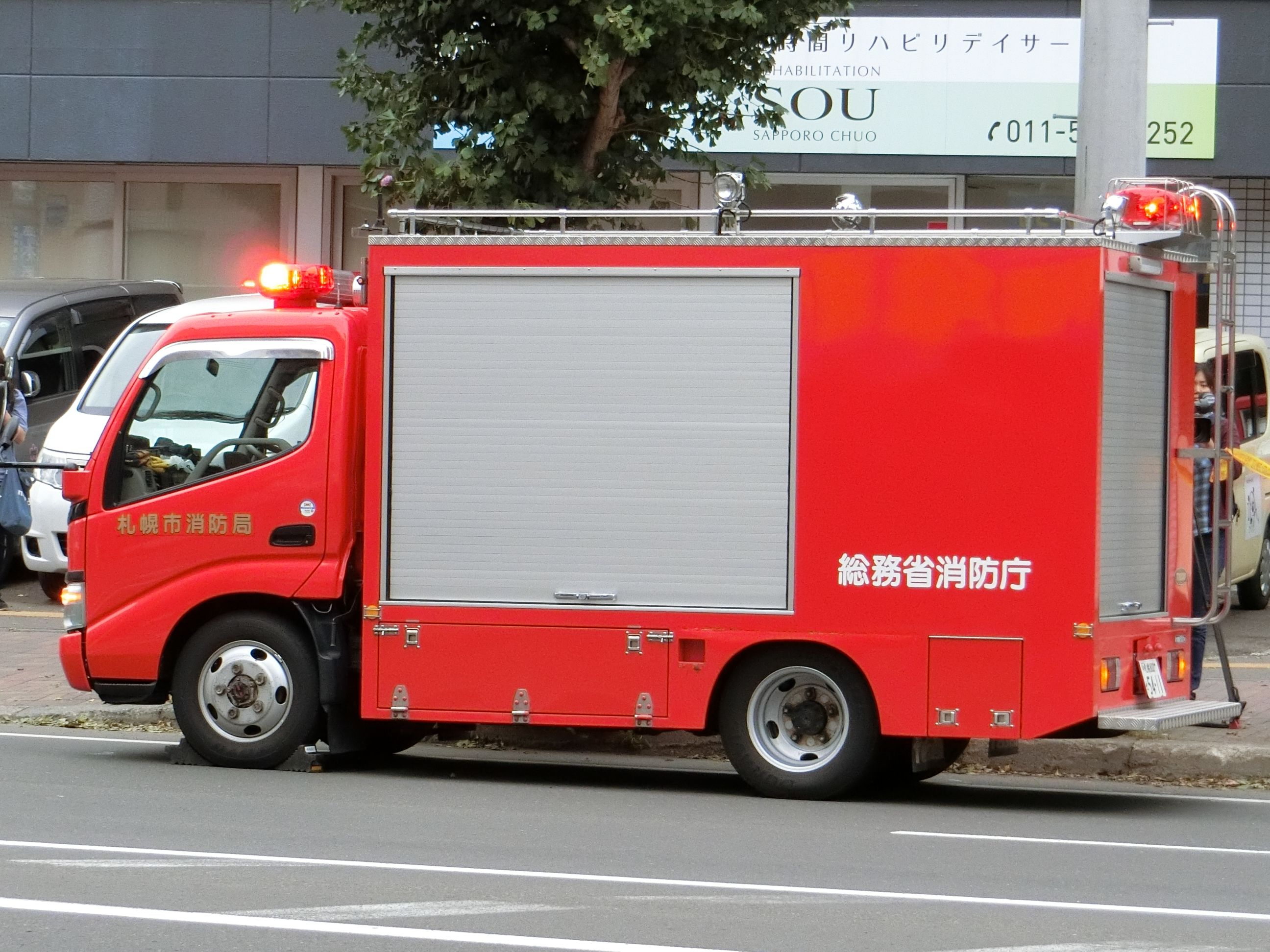
ウォーターカッター車 （2018年9月）
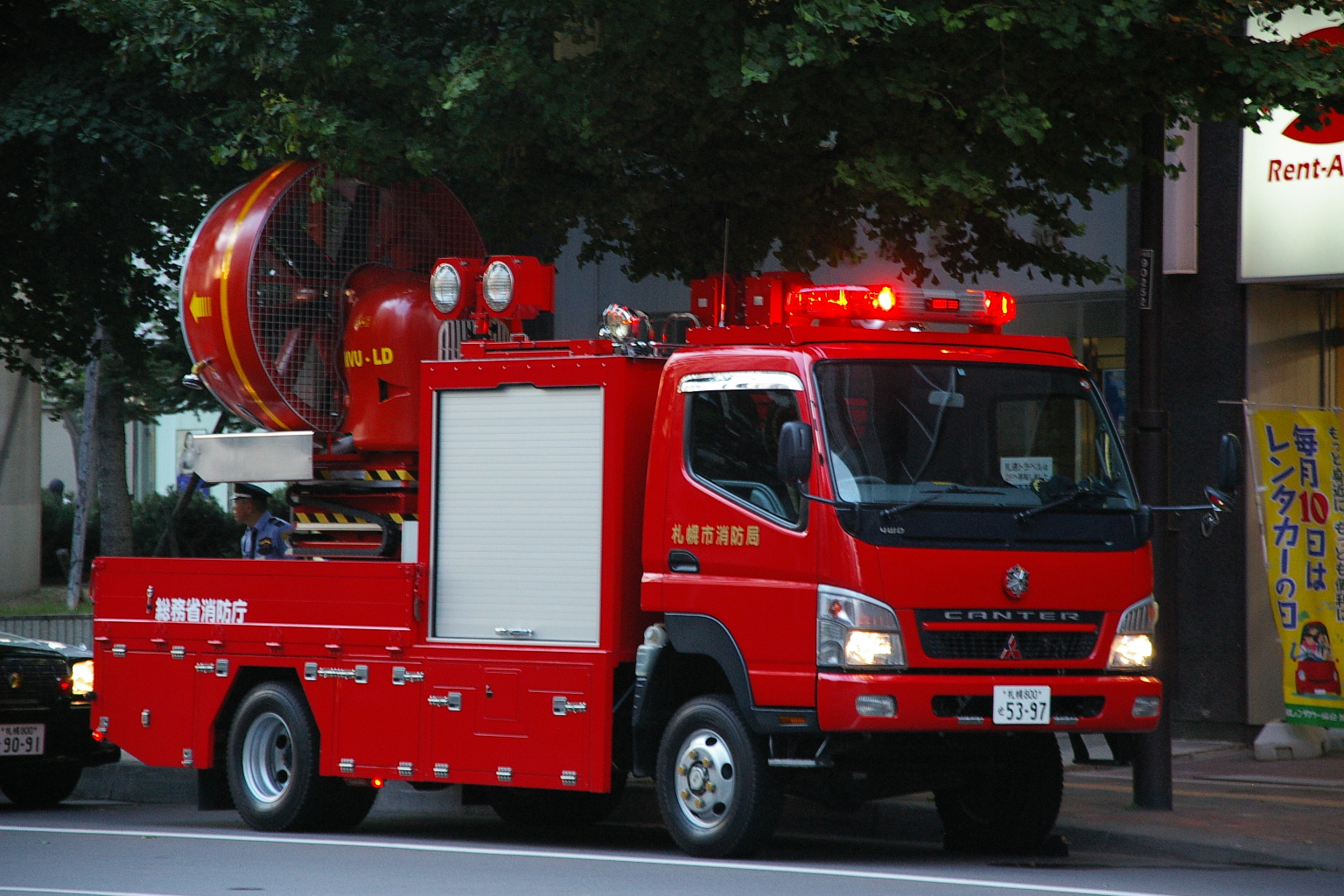
大型ブロアー車 （2008年8月）
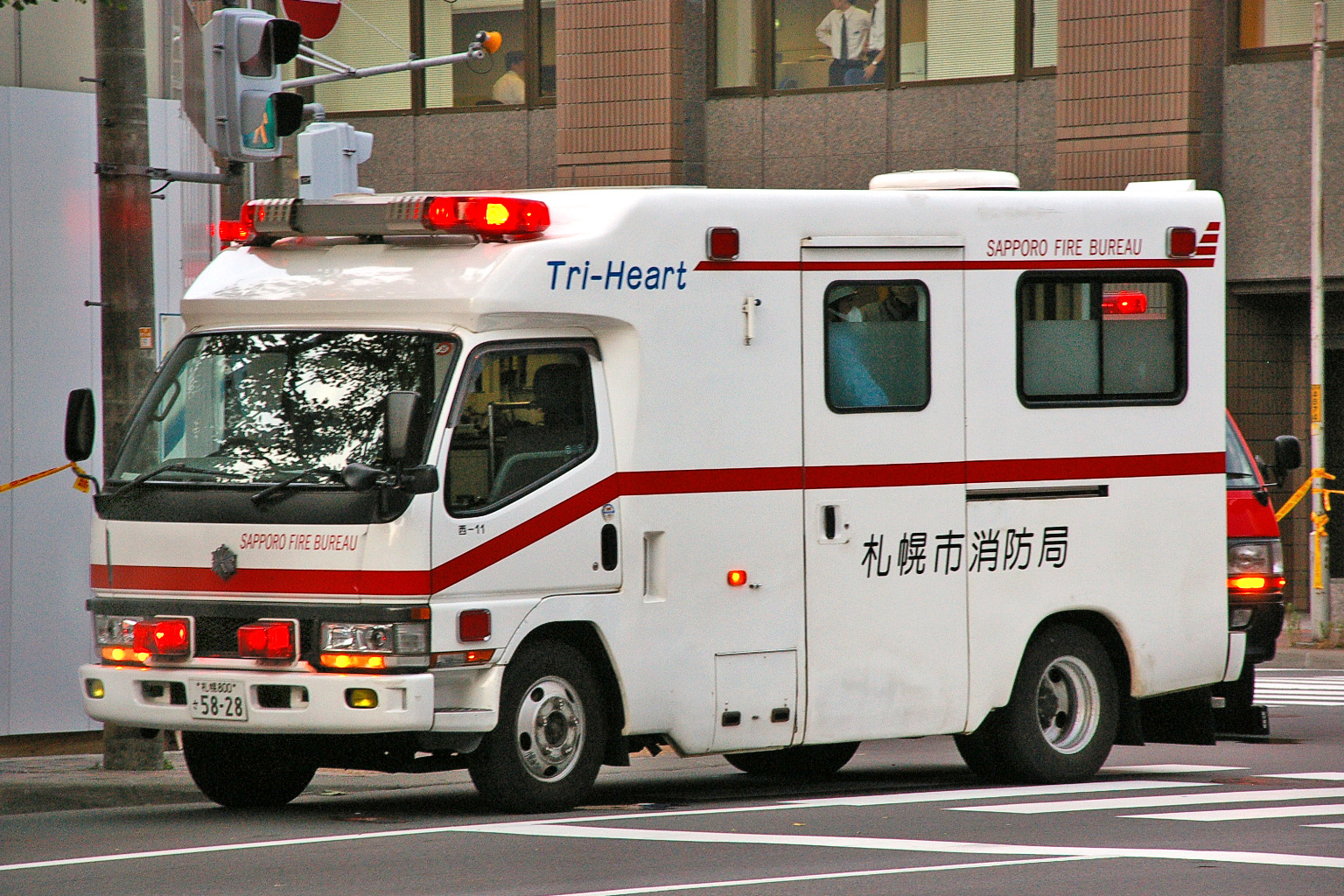
高規格救急車Tri-Heart （2008年8月）2011年廃車

## 施設

### 消防署
（署長の階級 - 中央・北・豊平は消防正監、東・白石・厚別・清田・南・西・手稲は消防監）
| 消防署     | 住所                      | 出張所 |
| ---------- | ------------------------- | --- |
| 中央消防署 | 中央区南4条西10           | 桑園：中央区北4条西22丁目2-20 宮の森：中央区宮の森2条11丁目1-40 豊水：中央区南8条西2丁目5-83 幌西：中央区南11条西21丁目1-10 山鼻：中央区南23条西10丁目1-27                                               |
| 北消防署   | 北区北24条西8丁目2-10     | あいの里：北区あいの里2条1丁目20-15 篠路：北区篠路2条4丁目7 屯田：北区屯田5条10丁目1-38 新琴似：北区新琴似8条4丁目1-1 新光：北区新琴似1条12丁目6-45 新川：北区新川1条3丁目1-6 幌北：北区北15条西5丁目1-1 |
| 東消防署   | 東区北24条東17丁目1-1     | 丘珠：東区北丘珠1条2丁目 栄：東区北46条東14丁目1-27 北栄：東区北39条東1丁目3 札苗：東区東苗穂4条2丁目7-15 苗穂：東区北8条東11丁目1                                                                       |
| 白石消防署 | 白石区南郷通6丁目北2-1    | 元町：白石区菊水元町8条2丁目16-1 菊水：白石区菊水上町1条3丁目 北郷：白石区北郷3条5丁目3-20 東白石：白石区本通18丁目北                                                                                    |
| 厚別消防署 | 厚別区厚別中央1条5丁目3-1 | 厚別西：厚別区厚別西3条5丁目7-22 もみじ台：厚別区もみじ台北7-1-10 |
| 豊平消防署 | 豊平区月寒東1条8丁目1-22  | 美園：豊平区豊平1条12丁目1-12 平岸：豊平区平岸1条11丁目1-12 西岡：豊平区西岡4条6丁目9-19 東月寒：豊平区羊ケ丘1                                                                                           |
| 清田消防署 | 清田区平岡1条1丁目2-2     | 北野：清田区北野7条5丁目7-8 里塚：清田区里塚1条4丁目11-1 |
| 南消防署   | 南区真駒内上町5丁目       | 澄川：南区澄川4条6丁目1-26 川沿：南区川沿2条3丁目2-12 定山渓：南区定山渓温泉西1丁目53-1 石山：南区石山2条4丁目1-28 藤野：南区藤野2条3丁目1-10                                                            |
| 西消防署   | 西区発寒10条4丁目1-1      | 八軒：西区八軒1条東3丁目1-9 西野：西区西野3条2丁目4-15 平和：西区平和2条3丁目1-1 |
| 手稲消防署 | 手稲区手稲本町2条5丁目1-1 | 曙：手稲区前田6条16丁目4-1 稲穂：手稲区稲穂3条6丁目7-25 前田：手稲区前田6条5丁目1-9 西宮の沢：手稲区西宮の沢4条1丁目1-19                                                                                 |

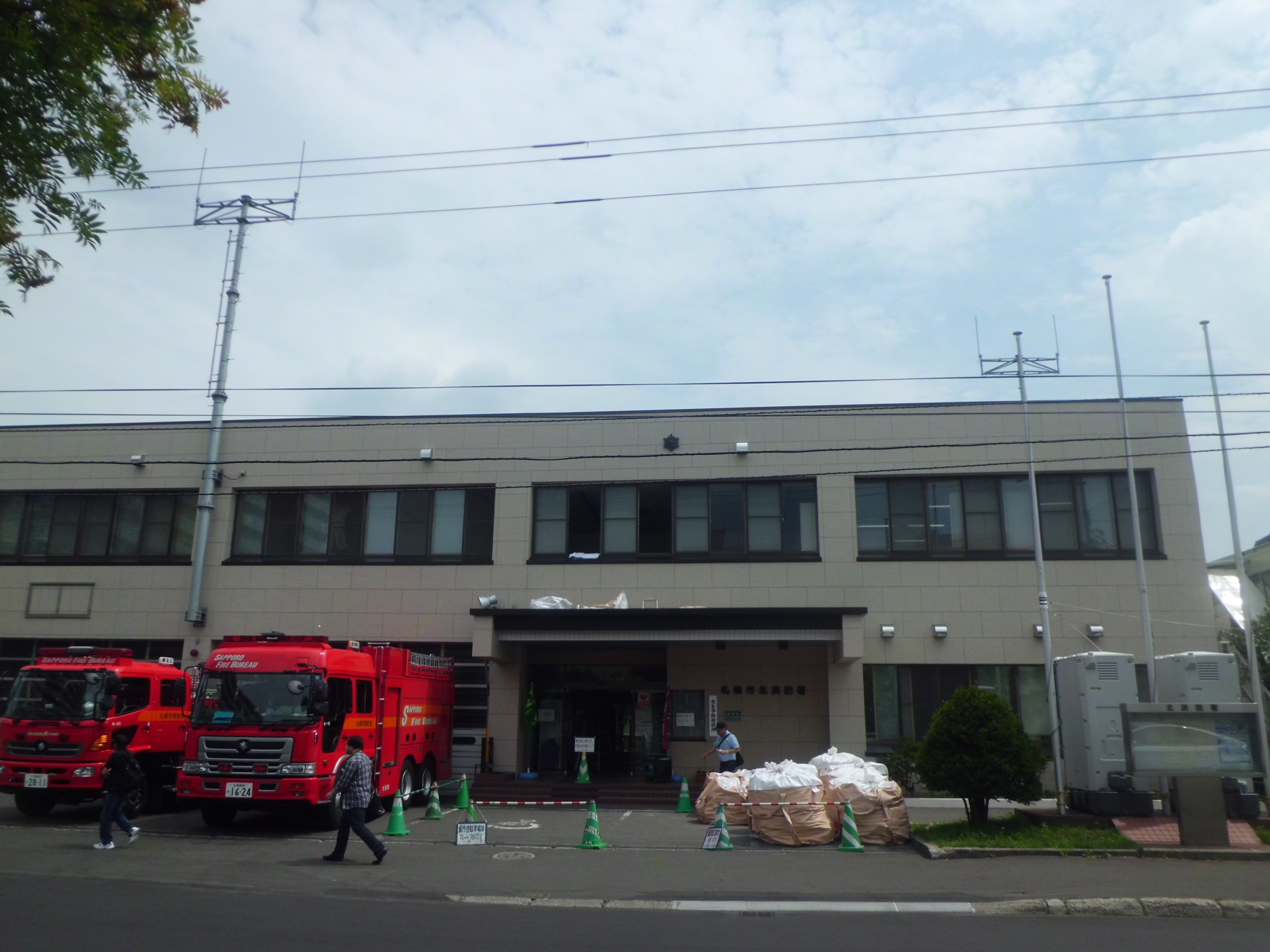
北消防署（2015年8月）
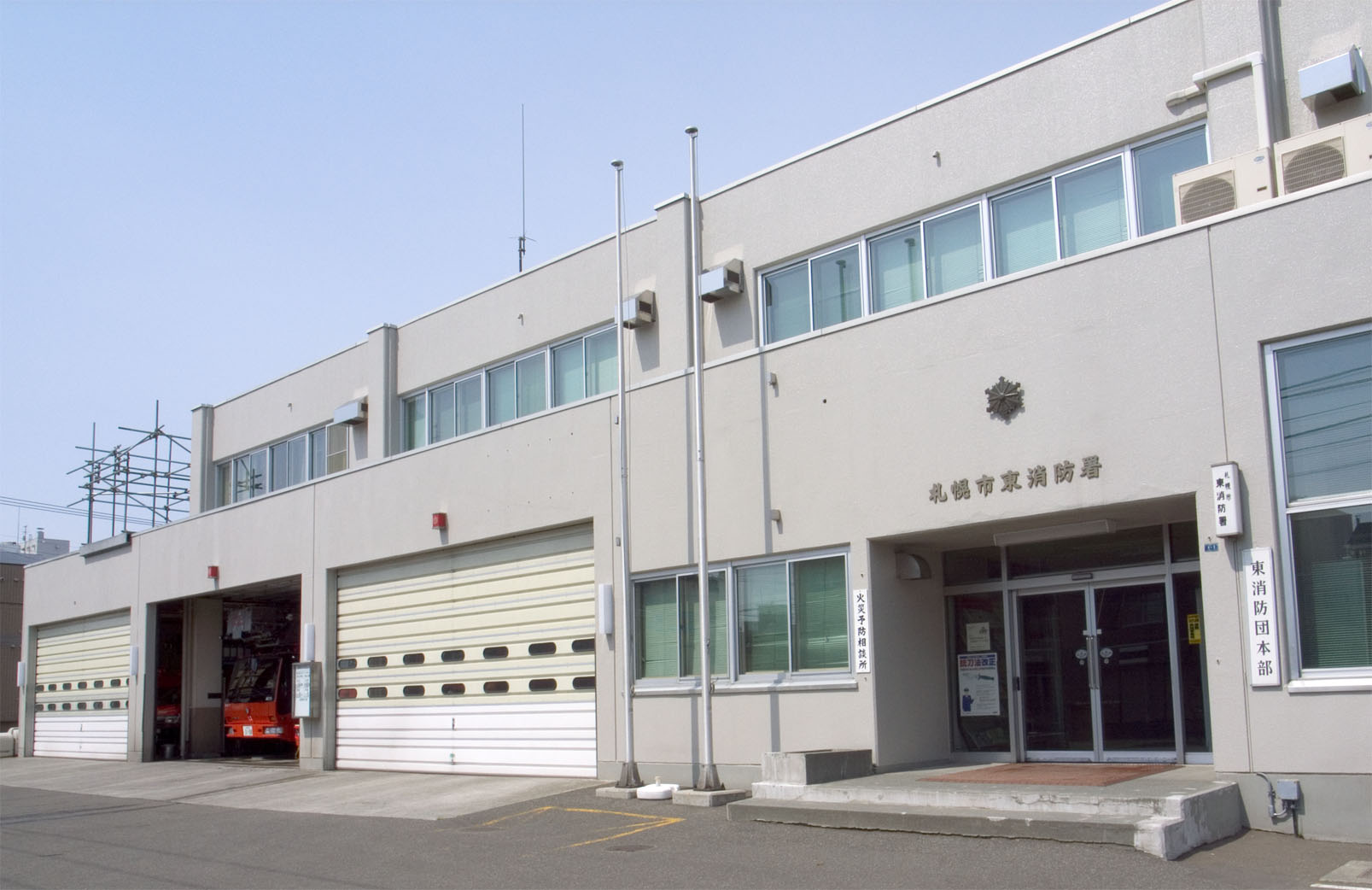
東消防署（2009年4月）
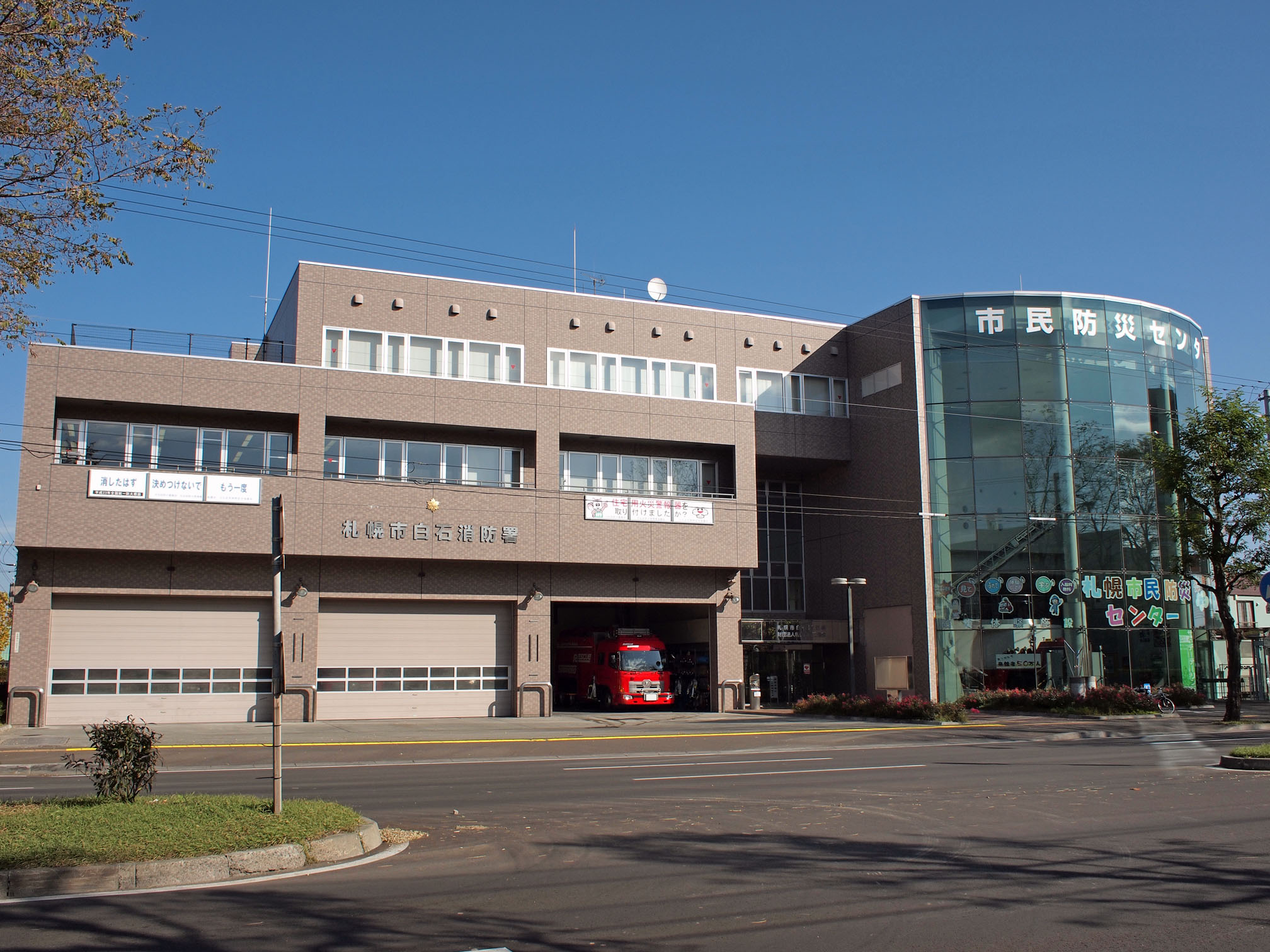
白石消防署（市民防災センター）（2011年11月）
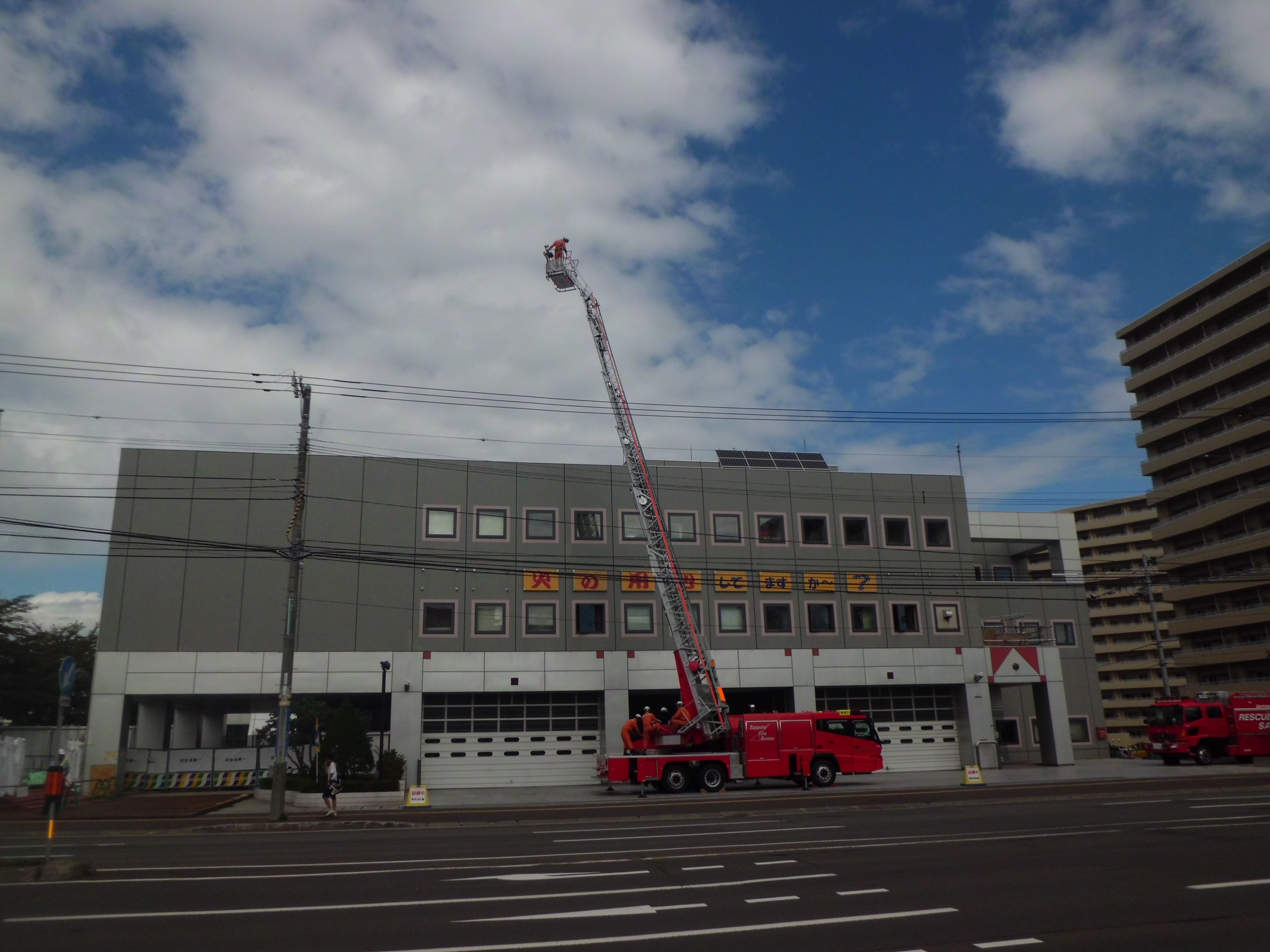
厚別消防署（2014年9月）
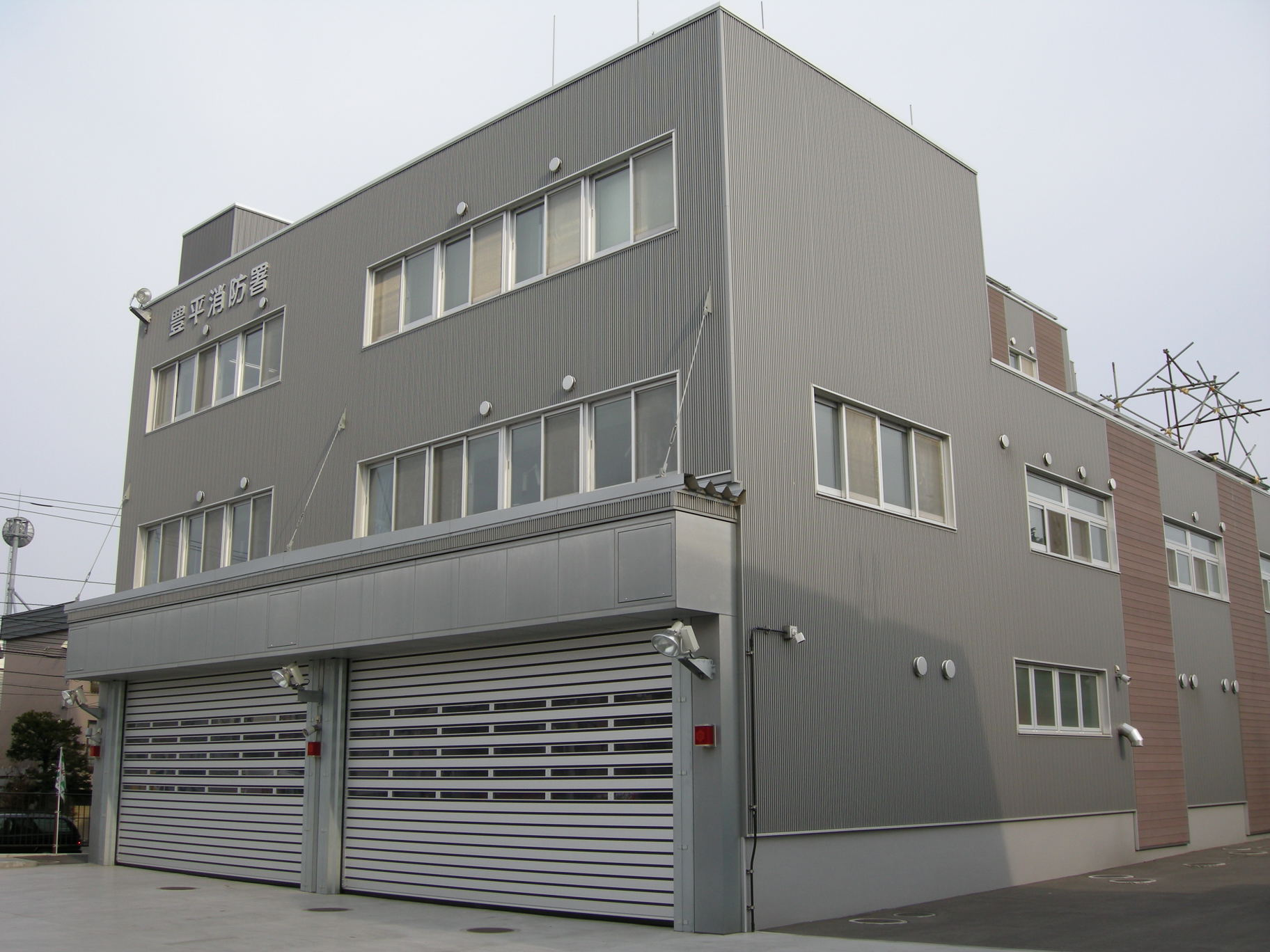
豊平消防署（2009年4月）
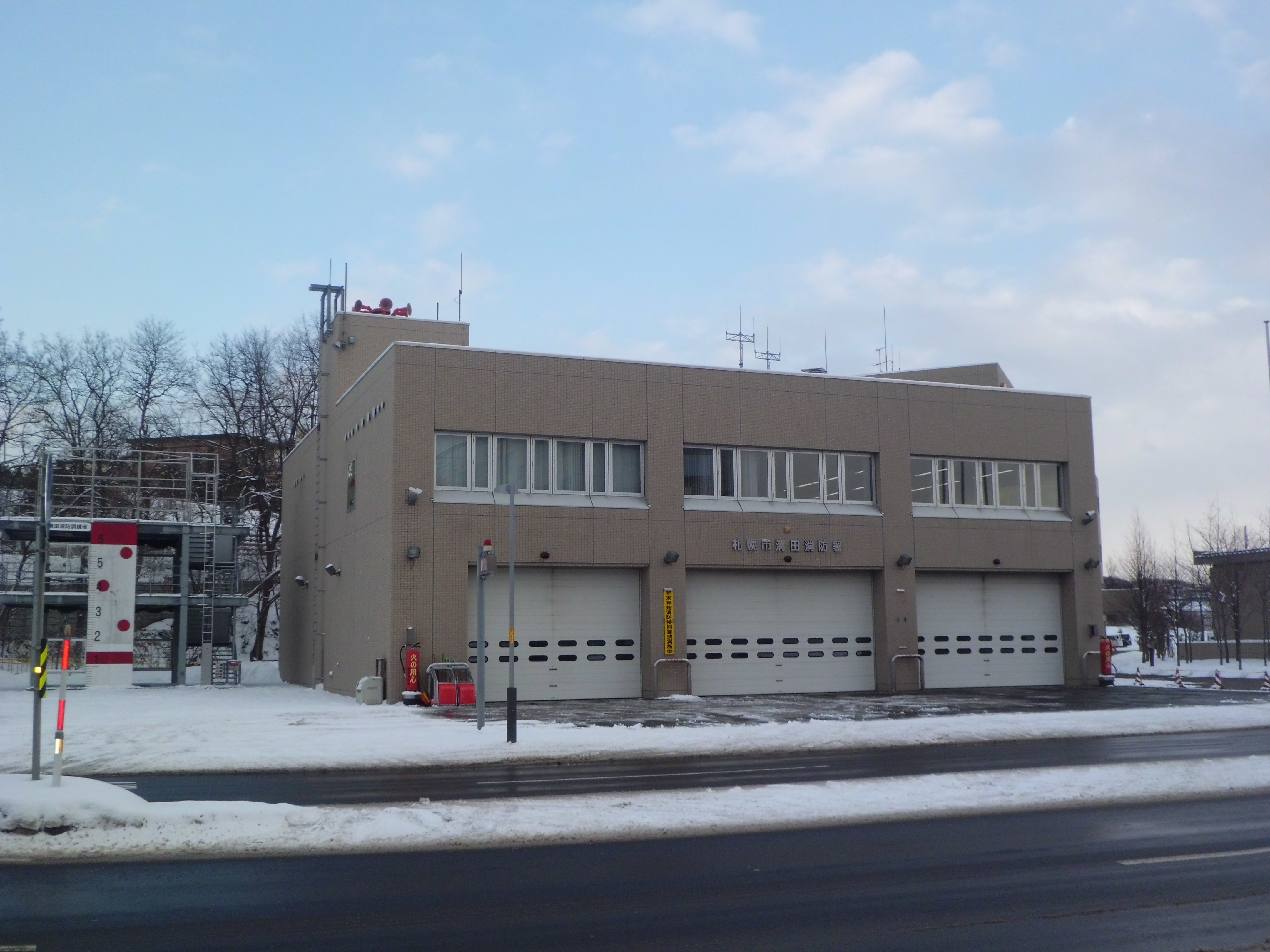
清田消防署（2014年12月）
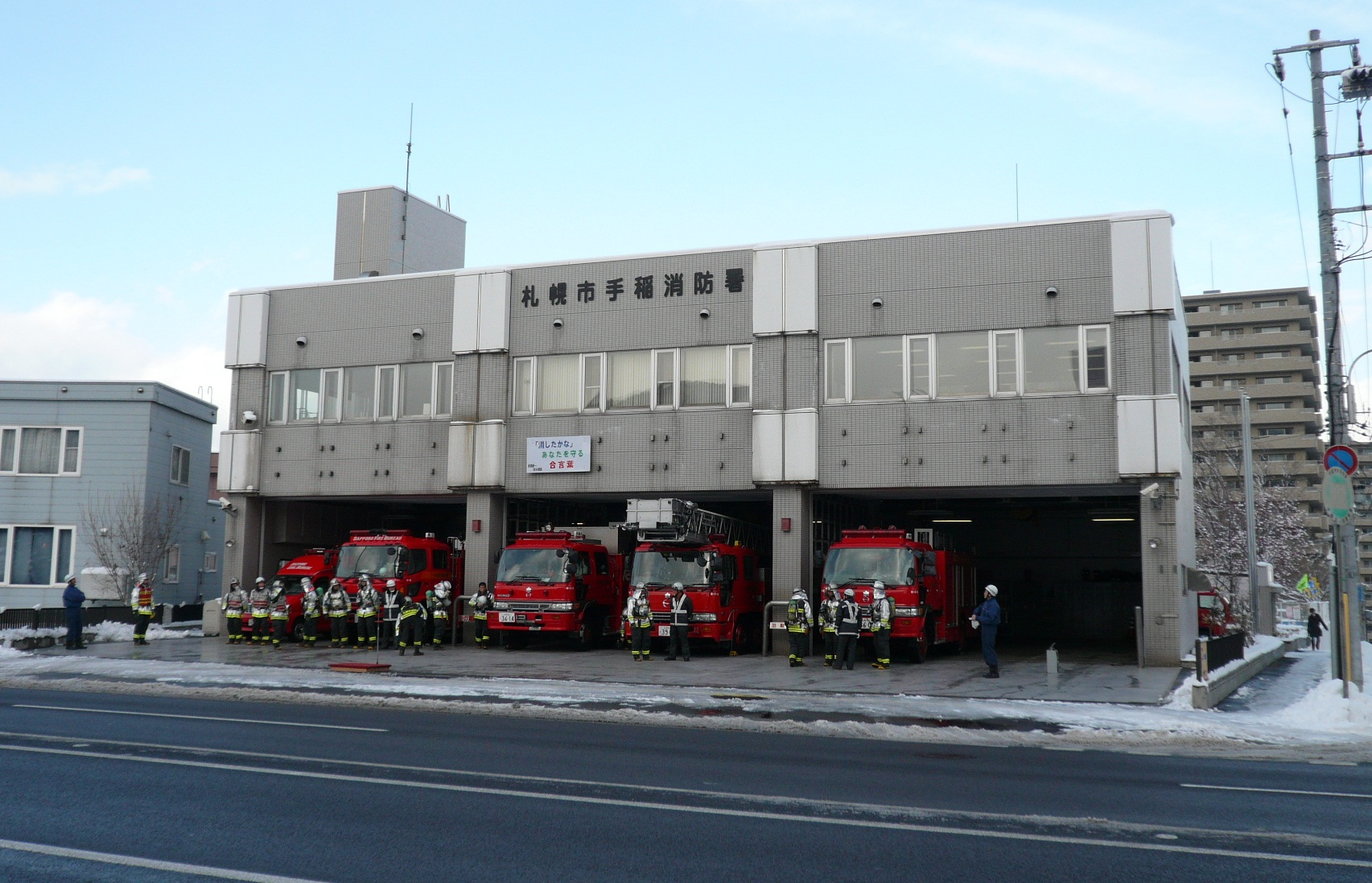
手稲消防署（2010年11月）

### 消防学校・消防科学研究所・救急救命士養成所
札幌市消防学校は、消防職・団員に対してより高度な人材育成を目的とした教育訓練の研修施設として設立し、職務遂行能力の向上や時代の要請に応じた教育、初任教育、幹部教育、専科教育、消防団員研修その他の学校研修や救急救命士養成研修などを行っている。
- 所在地：札幌市西区八軒10条西13丁目
- 消防学校施設
  - 校舎および北鐘寮
  - 救急救命士養成所
  - 屋内訓練場
  - 消防訓練塔
  - 消防補助訓練塔
  - 救助訓練塔
  - 水難救助訓練場

札幌市消防科学研究所は、「札幌市消防局消防科学研究所事務処理要綱」に基づき、各種研究業務をはじめ燃焼実験、成分鑑定、危険物確認試験災害現場へ出動し科学的知識に基づく助言などの業務を実施している。

### 消防航空隊庁舎（石狩ヘリポート）
- 所在地：石狩市新港東2丁目1番2
- 消防防災ヘリコプター
  - さつぽろ1（ベル 412EP型）[2]
  - さつぽろ2（アグスタウエストランド AW139）[2]

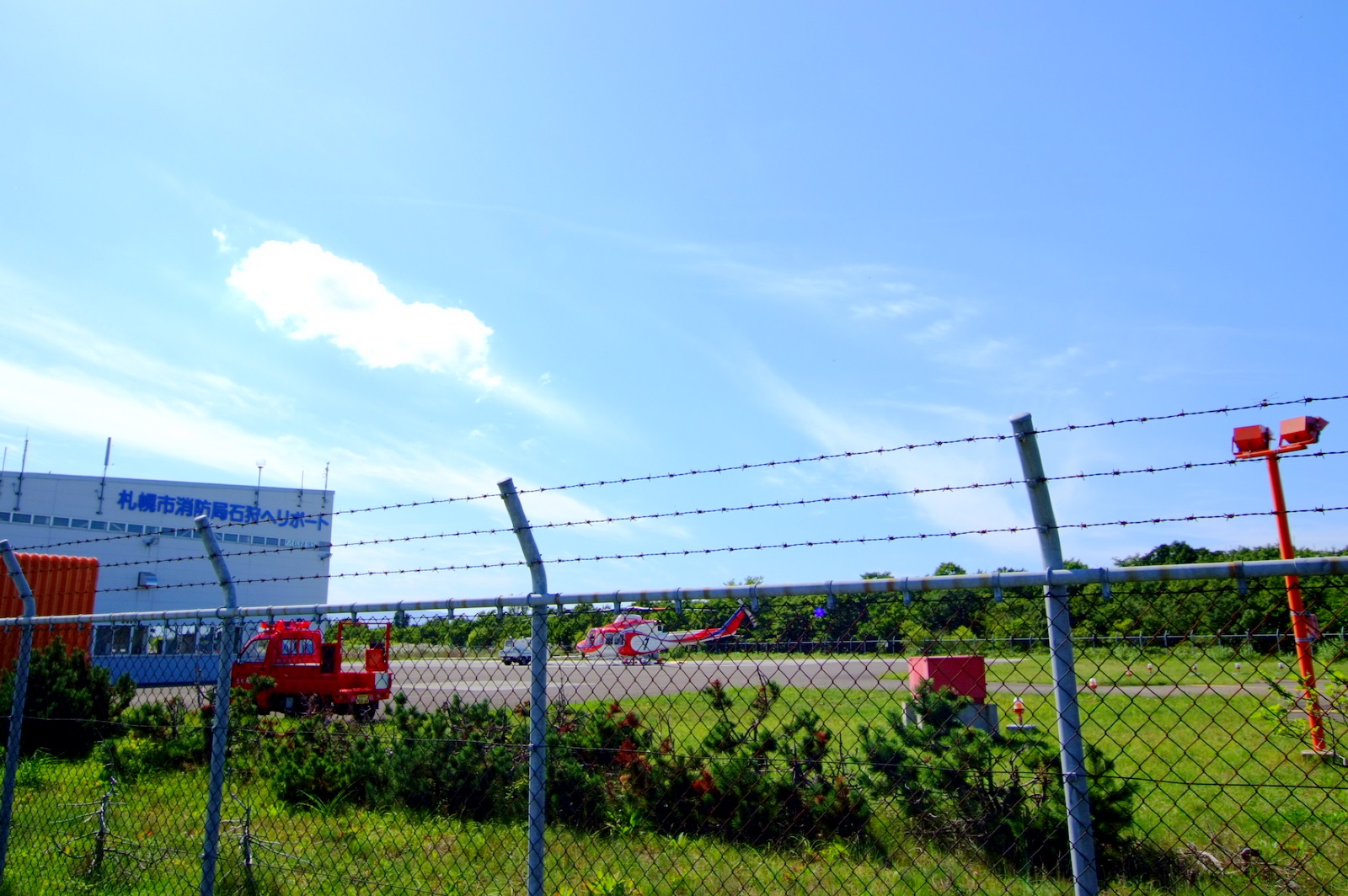
札幌市消防局石狩ヘリポート（2010年9月）
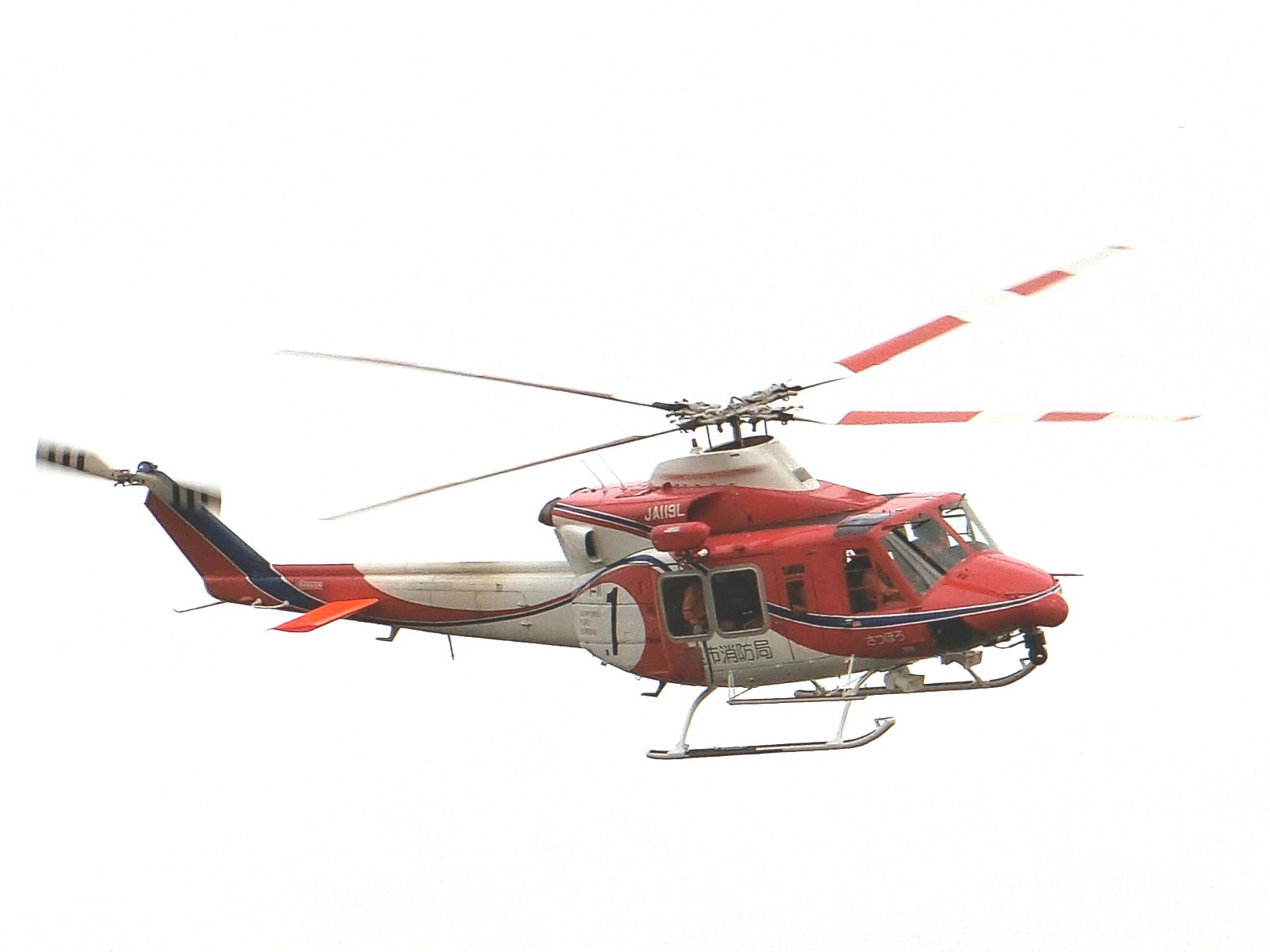
ベル 412EP さつぽろ1 （2019年9月）

### 救急ワークステーション
- 所在地：札幌市中央区北11条西13丁目

### 市民防災センター
各種災害の模擬体験を通じて、防火・防災に関する知識や災害時の行動を学ぶことができる。
- 所在地：札幌市白石区南郷通6丁目北（白石消防署に併設）
- 開館時間：9:30 - 16:30
- 入館無料
- 休館日：年末年始（12月29日 - 1月3日）

### その他施設
- 白石タイヤ庫
- 八軒無線前進基地局
- 藻岩山無線基地局
- 小金湯無線中継所
- もみじ台無線前進基地局
- 朝日岳無線前進基地局
- 藤野無線中継所
- 当別基地局